# 14542 Karitskaya
14542 Karitskaya este un asteroid din centura principală de asteroizi.

## Descriere
14542 Karitskaya este un asteroid din centura principală de asteroizi. A fost descoperit pe 29 septembrie 1997 la Goodricke-Pigott de Roy A. Tucker. Asteroidul prezintă o orbită caracterizată de o semiaxă mare de 3,07 ua, o excentricitate de 0,10 și o înclinație de 10,4° în raport cu ecliptica.